# Altscheidenbach

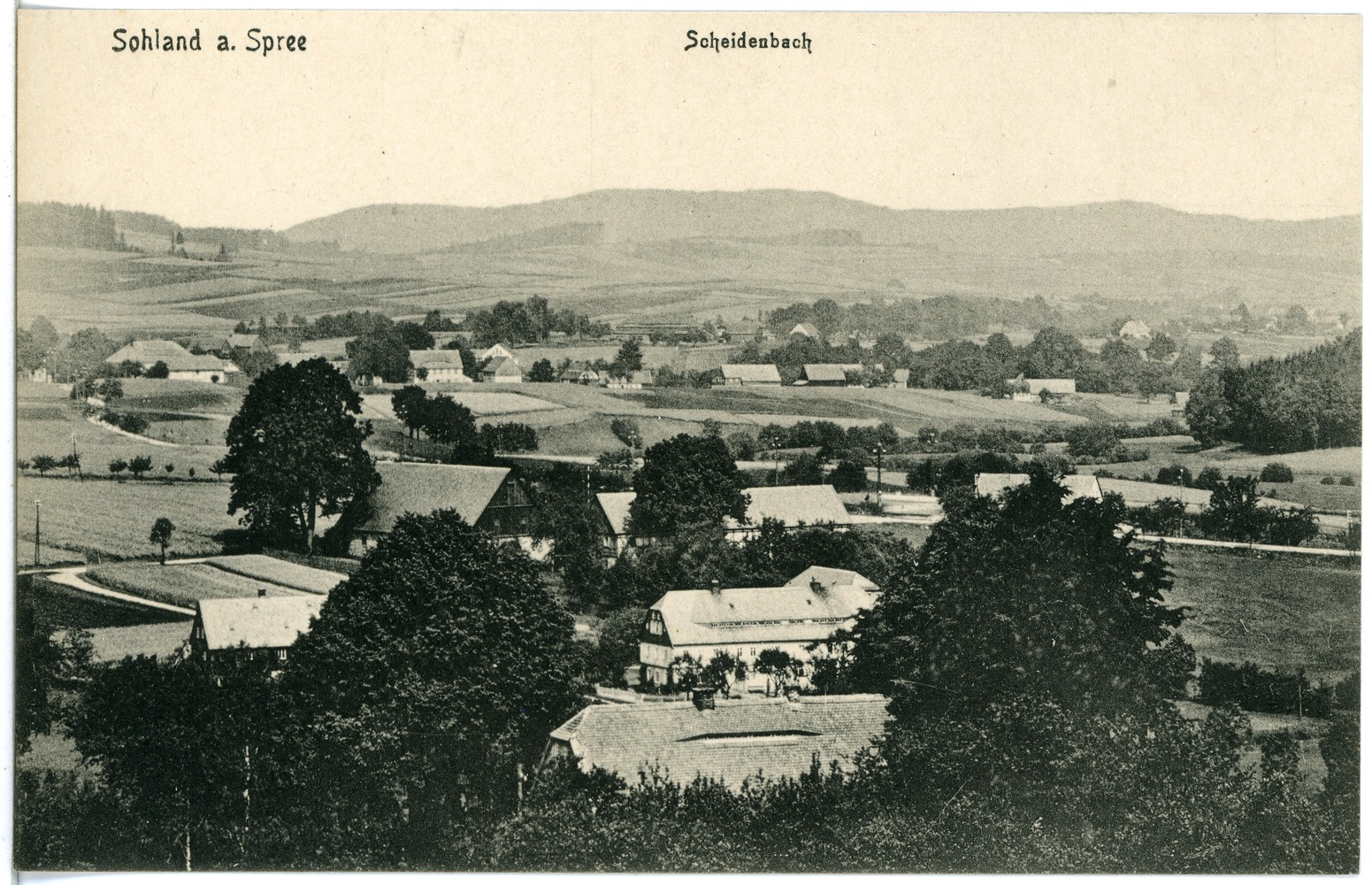
Ansichtskarte (1915)

Altscheidenbach, auch Alt-Scheidenbach, ist ein Gemeindeteil des Hauptortes der Gemeinde Sohland an der Spree im Landkreis Bautzen.

## Geographie

### Lage
Altscheidenbach erstreckt sich auf dem südlichen Hochufer des Kaltbaches bzw. Scheidenbaches bis ins Tal der Spree. Im Ort kreuzt sich die Bahnstrecke Oberoderwitz–Wilthen mit der Staatsstraße 116 zwischen Sohland und Schirgiswalde. Südlich von Altscheidenbach verläuft die Bundesstraße 98, südöstlich liegt der Stausee Sohland. Im Nordwesten erhebt sich der Hohberg (426 m), nördlich der Mälzerberg (413 m), nordöstlich die Kälbersteine (487 m) sowie südöstlich der Frühlingsberg (352 m). 

### Nachbarorte
| Petersbach      | Kieferberg                                  |                  |
| Neuscheidenbach | Kompassrose, die auf Nachbargemeinden zeigt | Ellersdorf       |
| Pilzdörfel      | Mittelsohland                               | Wendisch-Sohland |

### Straßen
Der Ortsteil besteht aus den Straßen Spreetalstraße, Trebestraße, Bautzner Straße, Stauseeblick, Gartenweg und Am Gewerbering.

## Geschichte
Scheidenbach wurde um 1700 durch Wolf Heinrich von Klüx als Ausbau des Rittergutes Wendisch-Sohland an der Grenze zur böhmischen Exklave Schirgiswalde angelegt. Der für seine Härte berüchtigte Grundherr suchte mit der Vergabe von Baustellen neue Untertanen zu gewinnen, nachdem ihm 50 seiner Leibeigenen auf des Meißnische Gebiet entlaufen waren.
Unterhalb von Scheidenbach entstand am rechten Ufer der Spree die Neue Mühle. Scheidenbach gehörte ab 1750 zu den vereinigten Rittergütern Wendisch- und Niedersohland. Seit dem Anfang des 19. Jahrhunderts wurde der Ort zur Unterscheidung von Neuscheidenbach als Altscheidenbach bezeichnet.
Ab der Mitte des 19. Jahrhunderts bildete Altscheidenbach zusammen mit Neuscheidenbach den Ortsteil Scheidenbach der Gemeinde Wendisch-Sohland, gepfarrt war die Ansiedlung nach Mittelsohland. 1875 und 1877 wurde die Bahnstrecke Sohland–Wilthen hergestellt, die auf einer 40 m langen Brücke das Scheidenbachtal überquert; südlich von Altscheidenbach entstand der Bahnhof Sohland. Seit der 1877 erfolgten Fusion von Wendisch-Sohland mit Mittelsohland, Obersohland und Niedersohland zur Gemeinde Sohland an der Spree war Scheidenbach ein Ortsteil derselben. 1885 ließ August Reitz an der Stelle der abgebrannten Neuen Mühle die erste Mechanische Weberei und Färberei erbauen. Die ehemalige Reitzsche Fabrik gehörte zu DDR-Zeiten vom VEB VEGRO Kirschau und produzierte Scheuertücher und Decken.
Zum 1. Januar 2011 wurde Scheidenbach als amtlicher Gemeindeteil von Sohland an der Spree gestrichen.

### Einwohnerentwicklung
| Jahr | Einwohner             |
| 1777 | 11 Gärtner, 1 Häusler |
| 1834 | 76                    |
| 1871 | 112                   |

### Verwaltungszugehörigkeit
- 1777: Bautzener Kreis, 1843: Landgerichtsbezirk Bautzen, 1856: Gerichtsamt Schirgiswalde, 1875: Amtshauptmannschaft Bautzen, 1952: Kreis Bautzen, 1994: Landkreis Bautzen, 1. August 2008: Landkreis Bautzen.

## Ortsbild
Altscheidenbach ist eine Häuslerzeile. An der Bautzner Straße steht die ehemalige Gaststätte, ein großes aus dem 18. Jahrhundert stammendes Gebäude mit Ziegelwalmdach. Zwischen der Ansiedlung und dem Bahnhof Sohland wurde ein Gewerbegebiet angelegt.